# Glodeni (Mureș)
Glodeni é uma comuna romena localizada no distrito de Mureș, na região histórica da Transilvânia. A comuna possui uma área de 54.39 km² e sua população era de 3808 habitantes segundo o censo de 2007.